# Краснов, Энгельс Яковлевич
Э́нгельс Я́ковлевич Красно́в (10 марта 1927, Могилёв, СССР — 9 ноября 2019) — контр-адмирал.

## Биография
Родился 10 марта 1927 года в городе Могилёве Белорусской ССР в семье офицера Красной армии. В 1942-44 учился в специальной военно-морской школе на «Гребешке» в Нижнем Новгороде. С 1945 по 1949 гг. учился на штурманском факультете Военно-морского училища имени М. В. Фрунзе.
С 1949 г. служил на 163 бригаде эсминцев 4-го флота ВМФ (г. Балтийск).
В 1961 году перегонял крейсер «Орджоникидзе» на Черноморский флот и готовил его для продажи Индонезии. Организовал слежение в Средиземном море за Авианосной ударной группой США, за что был награждён командующим флотом именными часами.
В 1952 году окончил артиллерийский факультет Высших специальных офицерских классов (ВОЛСОК).
В 1957 году окончил командный факультет командиров эскадренных миноносцев Высших специальных офицерских классов (ВОЛСОК).
В 1961—64 году — слушатель командного факультета Военно-морской академии.
С 1950 по 1968 годы проходил службу в г. Балтийске в 128 бригаде ракетных кораблей. Занимал должности: командир эсминца «Стремительный», старпом крейсера «Орджоникидзе», командир крейсера «Октябрьская Революция», начальник штаба 128 бригады ракетных кораблей.
В 1968 году назначен начальником штаба ТОГЭ-4, в 1971 — командиром. ТОГЭ-4 — уникальное соединение Военно-морского флота СССР, предназначенное для испытаний межконтинентальных баллистических ракет в акватории Тихого океана. ТОГЭ-4 — это легенда прикрытия, фактическое наименование — Плавучий измерительный комплекс Министерства обороны СССР.
В 1982 году Э. Я. Краснову присвоено звание контр-адмирал.
В 1982—1988 годах — заместитель командира Ленинградской военно-морской базы.
Всего прошёл более 780 000 миль, 21 раз переходил экватор, звание контр-адмирала получил «на палубе», ГК ВМФ присвоил звание капитана дальнего плавания, С. Г. Горшковым награждён именным кортиком. Имеет три ордена.
Уволен в запас в 1988 году.
Скончался 11 ноября 2019 года. Похоронен на Смоленском кладбище Санкт-Петербурга.

## Награды
- Орден Красной Звезды (дважды)
- Орден «За службу Родине в Вооружённых Силах СССР» 3 степени
- Медаль «За победу над Германией в Великой Отечественной войне 1941—1945 гг.»